# Hauffiopteryx
Hauffiopteryx es un género extinto de ictiosaurio conocido de Alemania, Luxemburgo y Somerset en el Reino Unido.

## Descripción

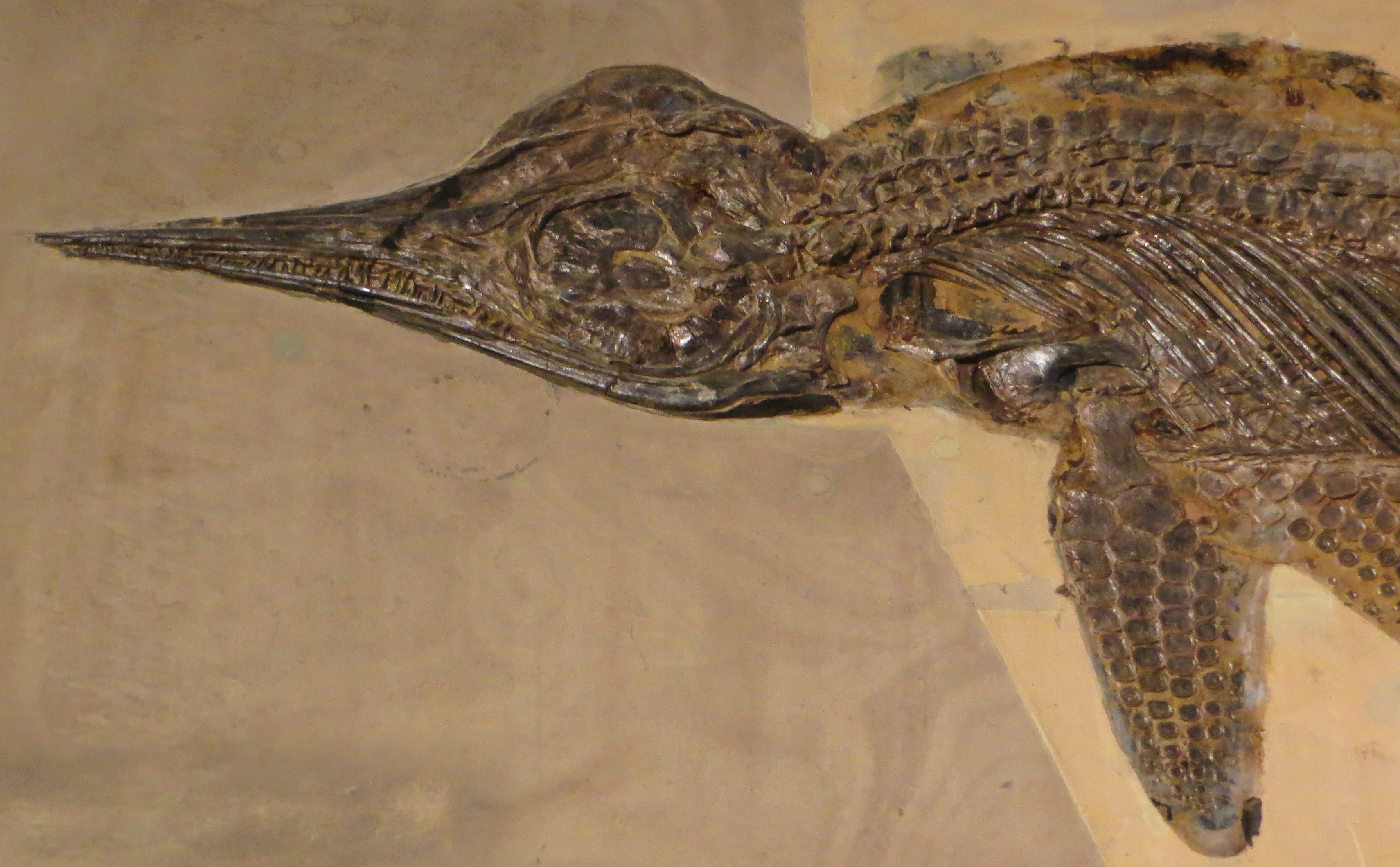
Detalle de la parte frontal.

Hauffiopteryx fue descrito originalmente por Michael W. Maisch sobre la base de algunos especímenes que fueron previamente referidos a Stenopterygius hauffianus. Maisch encontró que el lectotipo de S. hauffianus podía ser determinado como Stenopterygius cf. S. quadriscissus en el mejor de los casos, y por lo tanto esta especie debía ser considerada como nomen dubium. Él también halló que muchos especímenes previamente referidos a S. hauffianus pueden ser referidos a S. quadriscissus, mientras que el resto pertenece a un nuevo taxón muy distinto que no podía ser asignado a ninguna de las especies válidas de Stenopterygius.
Hauffiopteryx es conocido a partir del lectotipo GPIT 1491/4, un esqueleto completo y articulado que preserva el cráneo y algunos tejidos blandos. El animal mide cerca de 1.93 metros de largo. Fue recuperado de las subzonas de los ammonites Harpoceras elegantulum-exaratum (más específicamente Lias ε II4), y la zona de Harpoceras falcifer, del conocido lagerstätte Esquisto de Posidonia (Posidonien-Schiefer) de Holzmaden, datando de principios del Toarciano del Jurásico Inferior, hace cerca de 182 millones de años. Especímenes referidos de Holzmaden, Alemania y Dudelange en Luxemburgo incluyen MHH '9', WAT 1, SMNS 51552, SMNS 80225 y probablemente el pobremente preservado SMNS 81965. Estos fueron recolectados de las subzonas de ammonites Harpoceras semicelatum-elegantulum-exaratum (Lias ε II1-5, hace cerca de 182.7-181.8 millones de años), y las zonas de Harpoceras tenuicostatum-falcifer, del Esquisto de Posidonia.
Materiales adicionales fueron descritos por Hannah Caine y Michael J. Benton en 2011, de principios del Toarciano de Strawberry Bank, Ilminster en Inglaterra. Los ejemplares son todos juveniles o infantes los cuales preservaron casi todo el esqueleto y algunos cráneos. Estos ejemplares incluyen a BRLSI M1399 (que fue descrito antes por Maisch), BRLSI M1400, BRLSI M1401, BRLSI M1403, BRLSI M1404 y BRLSI M1406.
Tanto la descripción original de Maisch como la redescripción de los ejemplares ingleses encontraron que Hauffiopteryx podía ser tanto un miembro basal de Eurhinosauria o un miembro basal de Thunnosauria (lo cual es una posición equivalente a ser el miembro más basal de Stenopterygiidae sensu Maisch [2008] con la exclusión de Ichthyosaurus).

## Etimología
Hauffiopteryx fue originalmente reconocido por Friedrich von Huene en 1931 como una subespecie de S. hauffianus siendo nombrado Stenopterygius hauffianus typica. Michael W. Maisch en 2008 lo elevó al rango de especie y lo reasignó a su propio género, Hauffiopteryx. La especie tipo por lo tanto, es Hauffiopteryx typicus. El nombre del género honra a la familia Hauff de Holzmaden, por su trabajo a lo largo de una generación para incrementar el conocimiento del Esquisto de Posidonia y su fauna, especialmente los ictiosaurios, y pteryx (πτερυξ), término griego para "aleta" o "ala". El nombre de la especie significa típico.